# Proefstation van het Zuid-Hollands Glasdistrict

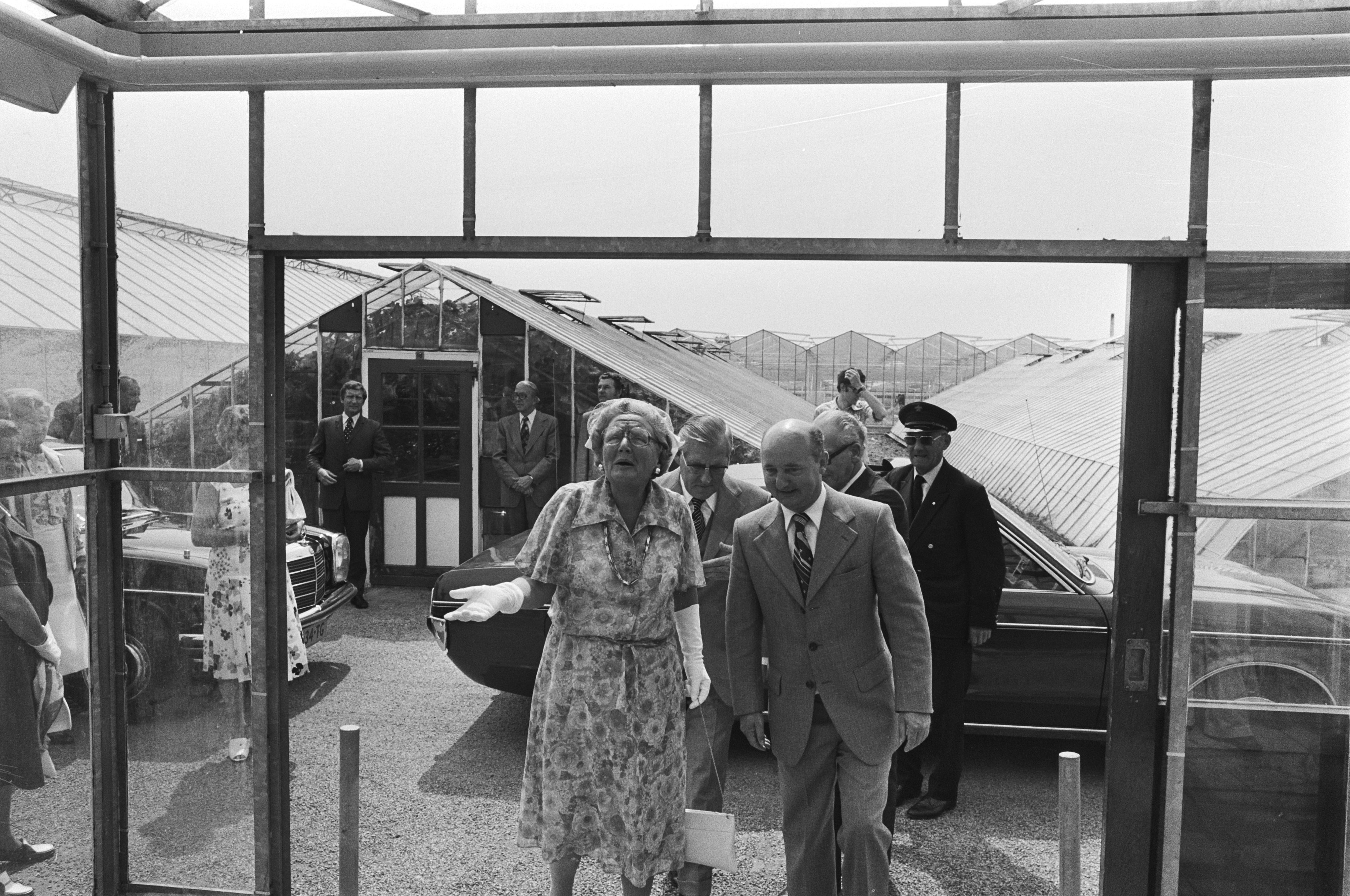
Directeur van het proefstation Eelke Kooistra toont koningin Juliana een kas in Naaldwijk tijdens een werkbezoek in 1976.

Het Proefstation van het Zuid-Hollands Glasdistrict of het Proefstation voor de Tuinbouw onder Glas was een instantie, in Naaldwijk, Nederland, opgericht in 1889 als de Proeftuin Westland, dat zich bezighield met het testen van innovaties op tuinbouwgewassen en het vergelijken van rassen. Eind 2006 sloot de vestiging in Naaldwijk.

## Geschiedenis

### Oprichting
Na de landbouwcrisis van de jaren tachtig van de negentiende eeuw gingen boeren zoeken naar alternatieven. Langzaam kwam de tuinbouw op in de regio het Westland met telen onder glas en het gebruik van kunstmest. Het ontbrak echter vaak aan cultuurtechnische kennis om het telen tot een succes te maken. De Rijksoverheid nam initiatieven om de kennis in Nederland over technieken te vergroten. Er kwam voor het Westland en omgeving een leraar die voorlichting moest geven en onderzoek moest doen en in 1896 werd een Rijkstuinbouwwinterschool in Naaldwijk opgericht waar tuinders konden leren over verwarmen, pompen en kunstmest. Naast een school was het belangrijk om theorieën in de praktijk te zien. Dit werd tot dan gedaan bij innovatieve tuinders en op her en der verspreidde rijksproefvelden. Daarbij werd vooral gelet op rassenverschillen en het effect van kunstmest vergeleken met organische mest. Men was zich ervan bewust dat het beter zou zijn om de proeven te concentreren. Zo kwam het idee om een proeftuin op te richten.
De veilingvereniging Westland hield op 1 maart 1889 een stemming onder de leden en met een meerderheid werd het plan aangenomen om een proeftuin te starten. Tuinders konden een aandeel kopen en in ruil mochten zij op werkdagen de proeftuin bezoeken. Ook de rijksoverheid en de provincie Zuid-Holland verleenden subsidie. Met het opgebrachte geld werd op 27 november 1900 een tuin gekocht op de plek van het oude politiebureau van Naaldwijk aan de 's-Gravenzandseweg.
Het eerste jaar werden al meerdere rassenvergelijkingen gedaan met meloenen en komkommers, werden asperges gepoot, fruitbomen geplant en werden er proeven gedaan met spinazie, aardbeien, radijs en dunsel. Tomatenrassen werden getest en vergeleken in een kleine loden kas. En ook met het druivenras Gros Colman werden proeven gedaan. Dat jaar werden meteen al eerste prijzen gewonnen voor meloenen, komkommers en peulvruchten bij een tentoonstelling in Amsterdam. In 1903 stond in het jaarverslag dat aangetoond is dat met het gebruik van kunstmest goede komkommers en meloenen kunnen worden geteeld. In 1909 werden experimenten uitgevoerd met het gebruik van elektrische straling. Het resultaat op de gewassen was nihil dus werd het experiment snel gestopt. Het jaar werd afgesloten met een batig slot van 85,67 gulden. In het jaar erop werd de proeven uitgebreid met witlof, artisjokken, schorseneren, narcissen en perziken.
In 1910 werd een warenhuis gebouwd voor experimenten met de tomatenteelt. Er kwam een verwarmingsinstallatie, een serre en een waterleiding met een watertoren. Daarnaast werd een eerste innovatieve proef gedaan met assimilatiebelichting. Een experiment met grondverwarming op de teelt van komkommer, meloen, asperge en postelein werd een groot succes. De grond werd verwarmd met een aangeschaft stoomketeltje waarmee stoom met drainkokers in de grond werd gebracht. De proeftuin was een groot succes en het werd druk bezocht. Bezoekers kwamen vanuit het hele land. Een notabele onder de bezoekers was Koningin Wilhelmina die de tuin tweemaal bezocht.
Men wilde de proeftuin moderniseren met het uitbreiden van het glasareaal en de verwarmingsinstallaties maar vanwege het uitbreken van de Eerste Wereldoorlog ging dit niet door. Er heerste pessimisme in de tuinbouwsector. Opbrengsten van tuinbouwproducten namen af terwijl kosten waaronder die van brandstof toenamen. Gedurende die jaren werden weinig proeven uitgevoerd door een tekort aan brandstof en kunstmest.

### Verhuizing naar de Zuidweg
Ook na de oorlog zat er geen verbetering in, de rijkssubsidie was verminderd en van 1921 tot 1924 leek de proeftuin inactief te zijn. Het bestuur vroeg de aandeelhouders om de proeftuin te liquideren vanwege de benarde financiële situatie. Echter verwierpen de leden dit voorstel. Een nieuw bestuur werd geïnstalleerd, op financieel gebied werden een aantal wijzigingen doorgevoerd en er werd besloten de tuin te verkopen aan de groenteveiling Naaldwijk. De proeftuin verhuisde naar de Zuidweg waar een tuin was opgekocht. Het nieuwe complex kreeg een kantoor, laboratorium, schuur en ook een kleine proevenkas. De aandacht op vollegronds fruitteelt hield op, vanwege het verdwijnen van de betekenis in de streek. De focus kwam voornamelijk te liggen op de belangrijkste gewassen waaronder tomaat en druif. Op 15 juli 1925 werd de nieuwe proeftuin geopend.
De nieuwe proeftuin deed veel aan rassenvergelijking en richtte zich op thema's als verzilting van de grond, rassenvergelijking en het gebruik van kunstmest. Ook deed het onderzoek naar bestrijding van gewasziekten als meeldauw, vruchtvuur en de werking van broeivuren. Tegen de aaltjesziekte vond het een oplossing door de grond te stomen. Dit bleek een groot succes. In 1926 werd begonnen met testen van koolzuurgas in combinatie met gewassen als spinazie, bloemkool, tomaat en druif. In 1927 werd de naam gewijzigd naam Proefstation van het Zuid-Hollands Glasdistrict omdat het zich ook richtte op bedrijven buiten het Westland. Eind dat jaar had de proeftuin 2000 leden.
De proeftuin had weinig last van de crisisjaren in de jaren dertig van de twintigste eeuw. Er werd juist veel onderzoek uitgevoerd. Financieel gezien verging het de proeftuin niet slecht door een hogere ledental en redelijke opbrengst uit de eigen tuin. In 1932 kwam er een scheiding tussen de Rijkstuinbouwwinterschool en de proeftuin. Op 9 mei 1940 werd de eerste steen gelegd van een nieuw praktijklaboratorium. Een dag later brak de Tweede Wereldoorlog uit die voor de proeftuin geen grote gevolgen had. Wel moest men zich aanpassen, bijvoorbeeld door de verminderde beschikbaarheid van kunstmest. Proeven waren gericht op de schaarste situatie.
In 1949 werd de verkooptak gescheiden van de onderzoekstak om de overheidssubsidie te behouden. De instelling werd een proefstation en wijzigde de naam naar Proefstation voor de Groenten- en Fruitteelt onder Glas.
Tussen 1954 en 1964 groeide het proefstation sterk dat samenhield met de groei van de tuinbouw in de regio. De proeftuin breidde uit in 1954, in 1960 en in 1964 waardoor de oppervlakte 5,2 hectare bedroeg.

### Overname door de Rijksoverheid
In 1978 werd het proefstation overgenomen door de Rijksoverheid. Hiermee veranderde ook de naam naar Proefstation voor de Tuinbouw onder Glas. Begin jaren negentig was het terrein uitgegroeid tot 35.000m² aan glasareaal en 7 hectare aan gebouwen. Een aantal van die kassen werden speciaal gebruikt voor onderzoek naar gesloten bedrijfssystemen, plantenvoeding en zouteffecten, kasklimaatregeling, grondkoeling, verdamping en luchtvochtigheid. Het aantal medewerkers bedroeg toen circa 140. Op het terrein vestigde zich ook andere onderzoeksinstanties dat de samenwerking verbeterde.
In 1994 fuseerden Proefstation voor Tuinbouw onder Glas en het Aalsmeerse Proefstation voor Glasgroente en Bloemisterij in Nederland tot Proefstation voor Glasgroente en Bloemisterij, met regionale onderzoekcentra in Breda, Horst, Klazienaveen, Lent, Rijnsburg, Vleuten, Westmaas en Zwaagdijk. In 2000 werden onder andere proeven gedaan met amaryllissen, begonia's, anjers, orchideeën, asperges, aubergines, rozen, ficussen, gerbera's, komkommers, kropsla, paprika's, potchrysanten, radijzen, seringen en tomaten. Toen werkten bij Proefstation voor Bloemisterij en Glasgroente, waar Naaldwijk een van de vijf vestigingen van was, 240 medewerkers. Er werd onderzoek gedaan naar lichthoeveelheden, de dosering van water en mineralen, samenstelling van de grond, teelten aan hogedraadsystemen, substraattechnieken, biologische bestrijding en temperatuurvariaties.
Eind 2006 is het proefstation in Naaldwijk met die in Aalsmeer gesloten en is het verder gegaan onder de naam Praktijkonderzoek Plant en Omgeving op een nieuw terrein in Bleiswijk onder de directie van de Wageningen University & Research.